# Antocha (Antocha) pallidella
Antocha (Antocha) pallidella is een tweevleugelige uit de familie steltmuggen (Limoniidae). De soort komt voor in het Palearctisch gebied.